# 片麻痺
片麻痺（へんまひ・かたまひ、英語: hemiplegia）とは、一側性にみられる上下肢の運動麻痺。いわゆる半身不随の状態といえる。
不完全な麻痺（障害が部分的であるか、筋力低下にとどまる）を不全麻痺（ふぜんまひ・paresis）と呼ぶ。原因となる障害部位は脳の大脳皮質及び内包や脳幹部から脊髄まで多岐にわたる。原因疾患も脳内出血、脳腫瘍、脊髄腫瘍など様々な原因がある。なお、くも膜下出血では片麻痺のような局所的障害よりも全般性の障害がでることの方が多い。

## 症状
右利きの人々と左利きの人々の約3分の2では，言語機能は左半球に局在している。
その場合において、左半球が障害されれば「右側の片麻痺 - 失語」の組み合わせとなる。